# سوارکاری در المپیک تابستانی ۱۹۷۶
سوارکاری در بازی‌های المپیک تابستانی ۱۹۷۶ نام رویداد ورزش سوارکاری در بازی‌های المپیک تابستانی بود که در سال ۱۹۷۶ برگزار شد.

## جدول مدال‌ها
| رتبه | کشور                      | طلا | نقره | برنز | مجموع |
| ۱    | آلمان غربی (FRG)          | ۲   | ۳    | ۲    | ۷     |
| ۲    | ایالات متحده آمریکا (USA) | ۲   | ۱    | ۱    | ۴     |
| ۳    | سوئیس (SUI)               | ۱   | ۱    | ۰    | ۲     |
| ۴    | فرانسه (FRA)              | ۱   | ۰    | ۰    | ۱     |
| ۵    | کانادا (CAN)              | ۰   | ۱    | ۰    | ۱     |
| ۶    | بلژیک (BEL)               | ۰   | ۰    | ۲    | ۲     |
| ۷    | استرالیا (AUS)            | ۰   | ۰    | ۱    | ۱     |